# Christian Olearius
Christian Olearius (* 4. Mai 1942 in Oberglogau) ist ein deutscher Bankier. Von 1986 bis 2014 war er Sprecher der Gesellschafter der Hamburger Privatbank M.M.Warburg & CO und bis Ende 2019 Aufsichtsratsvorsitzender der Bank. Ein Strafverfahren gegen ihn vor dem Landgericht Bonn wegen 15 Fällen besonders schwerer Steuerhinterziehung im Verfahren um den Cum-Ex-Steuerbetrug der Warburg-Bank wurde 2024 aufgrund Verhandlungsunfähigkeit eingestellt. 

## Leben

### Ausbildung
Nach Kindheit und Schulbesuch in Ostfriesland studierte Olearius Rechtswissenschaft in Heidelberg, wo er Mitglied der nichtschlagenden christlichen Studentenverbindung Heidelberger Wingolf wurde, in Berlin sowie in Göttingen und promovierte dort 1968 mit der Dissertation Die Haftung des Lizenzgebers im gewerblich-technischen Rechtsschutz zum Dr. iur.

### Karriere in der Finanzbranche
Seine Bankenlaufbahn begann er 1969 bei der Braunschweigischen Staatsbank. 1971 wechselte er zur Bremer Landesbank Kreditanstalt Oldenburg, wo er als Direktor das Firmenkundengeschäft verantwortete. Später stieg er in den Vorstand der Norddeutschen Landesbank auf. Schließlich wurde Olearius 1986 von Max M. Warburg Jr. zur Hamburger Privatbank M.M.Warburg & CO geholt, dort persönlich haftender Gesellschafter und Sprecher der Gesellschafter.
Unter seiner Leitung wuchs die Bank kontinuierlich – 1997 wurde das Bankhaus Hallbaum in Hannover, 1998 die Privatbank Marcard, Stein & Co aus Hamburg, 1999 das Bankhaus Carl F. Plump & Co. in Bremen und 2003 die Berliner Privatbank Löbbecke in die Warburg-Bankgruppe integriert. Die 2007 erworbene Degussa Bank wurde 2011 in eine eigenständige Holding ausgegliedert und im Jahr 2009 Teile des Bankhauses Wölbern & Co. erworben. Seit 2009 gehört auch die Schwäbische Bank AG mit Sitz in Stuttgart zur Warburg Bankengruppe.
Im August 1988 war der Hamburger Bürgermeister Henning Voscherau (SPD) an die Warburg Bank mit der Bitte herangetreten, mit dem Treuhänder des gewerkschaftseigenen, vermeintlich gemeinnützigen Neue-Heimat-Nord-Konzerns den Erwerb von 41.533 Wohnungen als Realeigentum auszuhandeln. Innerhalb von drei Monaten konnte Olearius zusammen mit dem Wirtschaftsprüfer Otto Gellert einen Vertrag aushandeln, der es dem Senat ermöglichte, den gesamten Immobilienbestand am 21. Dezember 1988 zum Preis von 2,14 Milliarden DM zu erwerben. Als das Schicksal der Hamburger Stahlwerke (HSW GmbH) angesichts der Stahlpreiskrise 1994 auf dem Spiel stand, bat Voscherau Olearius erneut um Hilfe. Es gelang dem Bankier innerhalb von fünf Monaten, das Unternehmen an den Weltmarktführer ArcelorMittal zu verkaufen und die Arbeitsplätze zu retten.
Um die Übernahme der Hamburger Reederei Hapag-Lloyd AG durch die Containerreederei Neptun Orient Lines in Singapur im Frühjahr 2008 zu verhindern, baute Olearius gemeinsam mit dem Hamburger Finanzsenator Wolfgang Peiner (CDU) während der weltweiten Subprime-Hypothekenkrise ein Investoren-Konsortium (Albert Ballin KG) auf, das nach einjährigem Verhandlungsmarathon am 23. März 2009 das Traditionsunternehmen (gegr. 1847) für Hamburg und den Güterumschlag des Hafens rettete. „Es war eine ähnliche Situation wie diejenige, als wir den Wohnungsbestand der NEUE HEIMAT an die Hansestadt vermittelten. Wochen, in denen ich befürchten musste, zwischen den Interessengruppen zerrieben zu werden“, berichtete Olearius. „Mit der Kombination verschiedener Mittel haben wir es geschafft, Private-Equity-Fonds, US-Investmentbanken und Staatsfonds auszustechen.“ Das Hamburger Konsortium verpflichtete sich, auf Jahre hinaus die Selbständigkeit der Reederei zu erhalten.
Olearius formuliert seine persönliche Sicht des Bankgeschäfts in einem Satz: „Im Kern kommt es darauf an, dass wir uns eine gesunde, geistige Grundeinstellung zu Risiko und Ertrag bewahren. Privatbank ist man nur, wenn das Kapital in privaten Händen bleibt.“ Er warnte seit der Jahrtausendwende vor staatlicher Überregulierung des deutschen Bankwesens: „Die staatlichen Eingriffe nehmen überhand.“ Mehr als jede andere Branche sei das Bankgeschäft abhängig von der Politik. Das Versagen der Banken bei ihrer ureigenen Aufgabe der Kreditvergabe an die Realwirtschaft sei nicht zuletzt der skrupellosen Ratinglogik zu verdanken, „die in großen Dimensionen versagt hat und dazu angetan ist, Kreditwürdigkeiten abzuwürgen und große Teile der Wirtschaft auszugrenzen.“
2009 holte er seinen Sohn Joachim Olearius als Gesellschafter in die Geschäftsleitung, der ihm am 1. Juli 2014 als Sprecher der Gesellschafter folgte. Christian Olearius wechselte in den Aufsichtsrat und wurde dort Vorsitzender. Das Amt des Aufsichtsratsvorsitzenden legte er mit Wirkung zum 31. Dezember 2019 nieder, das des Sprechers zum 30. September 2021. Ihm folgte als Aufsichtsratsvorsitzender Bernd Thiemann. Joachim Olearius verließ zum 30. September 2021 den Vorstand der Bank.

### Landwirtschaftliche Aktivitäten
1999 kaufte Christian Olearius das ehemalige Gut Schwaneberg in Schwaneberg (Randowtal) im Landkreis Uckermark. Zusammen mit seinem Sohn Joachim Olearius betreibt er es als landwirtschaftliches Unternehmen. Der Verkaufsvorgang und die Verwaltung des Grundstücks durch Olearius wurden kritisiert, da von ihm ganze Landschaften für die Öffentlichkeit gesperrt wurden. 2001 erwarb Olearius mit der DML Pinnow-Felchow GmbH & Co. KG, dem Nachfolgebetrieb der LPG Pinnow (Uckermark), einen weiteren Landwirtschaftsbetrieb. 2022 folgte die Übernahme der Bagemühler Agrar eG (jetzt Gut Grünberg GmbH) in Bagemühl. Die Betriebe bewirtschaften zusammen rund 4.600 Hektar Acker- und Grünland und erhielten im Jahr 2022 in Summe 1.190.694,94 Euro an Agrarsubventionen.

## Anklage wegen besonders schwerer Steuerhinterziehung zwischen 2006 und Ende 2019
Unter der Führung von Christian Olearius beteiligte sich das Bankhaus M.M.Warburg & CO von 2008 bis 2011 in Zusammenarbeit mit dem Steueranwalt Hanno Berger und dem Banker Paul Robert Mora an Cum-Ex-Geschäften.
Die Warburg-Bank ließ sich 169 Millionen Euro Steuern vom Hamburger Finanzamt erstatten, die nie zuvor bezahlt wurden. Außerdem wird gegen einen Warburg-Fonds ermittelt, der sich ebenfalls mithilfe Cum-Ex-Steuerbetrug-Geschäften einen dreistelligen Millionenbetrag auszahlen ließ. Schließlich steht der Vorwurf der politischen Einflussnahme zugunsten der Zahlungsverjährung einer Steuerschuld im Raum. Die Staatsanwaltschaft Köln führt ein Ermittlungsverfahren gegen Olearius wegen Steuerhinterziehung in besonders schwerem Fall.
Anwaltlich vertreten wird Christian Olearius durch den Münchner Rechtsanwalt Peter Gauweiler der Münchner Rechtsanwaltskanzlei Gauweiler & Sauter und den früheren Vorsitzenden Richter am Bundesgerichtshof Thomas Fischer. Christian Olearius wurde zu den Tatkomplexen vom Untersuchungsausschuss des Deutschen Bundestags am 8. November 2016 als Zeuge angehört. Dabei machte er von seinem Zeugnisverweigerungsrecht Gebrauch.
Inzwischen hat die Staatsanwaltschaft Köln Anklage gegen Christian Olearius erhoben. Dabei geht es um einen Tatzeitraum ab 2007, um Eigengeschäfte der Warburg-Bank sowie zwei ihrer Fonds.
Zwischen 2016 und 2018 durchsuchte die Steuerfahndung private Immobilien von Christian und seinem Sohn Joachim Olearius sowie Räume der M.M.Warburg & CO. Bei der Durchsuchung 2018 wurden zahlreiche Tagebücher von Christian Olearius sichergestellt. Sie gelten als wichtiges Beweisstück bei der juristischen Aufarbeitung des Cum-Ex-Skandals. Journalisten werteten relevante Passagen der Jahre 2016 bis 2018 aus. Olearius hat wegen veröffentlichter Auszüge daraus die Süddeutsche Zeitung erfolgreich beim Hanseatischen Oberlandesgericht verklagt, wogegen diese Revision beim Bundesgerichtshof eingelegt hat.
Zur Klärung der Frage, ob und inwieweit Olearius politisch Einfluss nahm, damit das Hamburger Finanzamt Steuerrückforderungen der Warburg-Bank über 46 Millionen Euro verjähren ließ, wurde ein Parlamentarischer Untersuchungsausschuss der Hamburgischen Bürgerschaft eingerichtet. Der Ausschuss hatte feststellen können, dass Christian Olearius im Jahr 2016 Hamburgs damaligen Ersten Bürgermeister Olaf Scholz (SPD) dreimal getroffen hatte und dabei auf die schlechte Finanzlage der Bank verwiesen habe. Zudem habe es noch ein Telefonat der beiden gegeben. Der Verdacht, dass Olearius auch versucht habe, auf das Bundesfinanzministerium Einfluss zu nehmen, stand im Raum. Am 2. April 2019 trafen Christian Olearius, Staatssekretär Jörg Kukies und der damalige haushaltspolitische Sprecher der SPD-Bundestagsfraktion Johannes Kahrs in der Causa zusammen. Da M. M. Warburg Spenden an Politiker des Untersuchungsausschusses der Hamburgischen Bürgerschaft gezahlt hatte, wurde deren Ausschluss gefordert; der SPD-Politiker Kahrs erhielt eine Spende über 45.000 €.
Im April 2020 zahlte die Warburg-Bank 44 Millionen Euro im Tatkomplex Cum-Ex zurück, Ende 2020 weitere 111 Millionen. Damit betrachtete die Bank die im März 2020 vom Landgericht Bonn angeordnete Einziehung der Steuererstattungen als erledigt, sah dies aber nicht als Schuldeingeständnis. Inzwischen fordert die Staatsanwaltschaft Bonn 190 Millionen Euro von der Bank zurück.
In dem Grundsatzurteil des Bundesgerichtshofs (BGH) vom 28. Juli 2021, das Cum-Ex-Geschäfte als Steuerhinterziehung bewertete, bestätigten die BGH-Richter zudem die angeordnete Einziehung aufgrund eines Steuerdelikts. Am 1. Juni 2021 verurteilte das Landgericht Bonn einen Warburg-Mitarbeiter und Vertrauten von Christian Olearius wegen Steuerhinterziehung in fünf besonders schweren Fällen zu fünf Jahren und sechs Monaten Freiheitsstrafe. Das Urteil wurde 2022 vom BGH bestätigt.
Olearius und Max Warburg legten Verfassungsbeschwerde ein mit der Begründung, dass Warburg und Olearius in ihren durch die Europäische Menschenrechtskonvention garantierten Rechten verletzt würden, weil sie „medial, in gegen sie bei der Bundesanstalt für Finanzdienstleistungsaufsicht geführten Verwaltungsverfahren sowie in einem Untersuchungsausschuss wie verurteilte Straftäter behandelt würden.“ Die Beschwerde wurde vom Bundesverfassungsgericht nicht zur Entscheidung angenommen mit der Begründung, dass Olearius sich nicht mit der bisherigen Rechtsprechung auseinandergesetzt habe. M. M. Warburg klagt in der Cum-Ex-Affäre gegen die Deutsche Bank, Hanno Berger und die Finanzaufsicht Bafin.
Auch gegen die pensionierte Leiterin des Hamburger Finanzamts für Großunternehmen, die die Steuerschuld in Höhe von 46 Millionen der M. M. Warburg Bank verjähren ließ, wird ermittelt. Unklar ist, ob die zuständige Sachgebietsleiterin dieses Finanzamts persönliche Kontakte zur Familie hatte und zur Petersilienhochzeit von Olearius’ inzwischen verstorbener Tochter Katharina eingeladen worden war. Hierüber gab es einen Aktenvermerk der Warburg-Betriebsprüfer; die Bank dementierte das. Inzwischen wurde bekannt, dass sie am 17. November 2016 – kurz nachdem die Hamburger Finanzbehörde entschieden hatte, auf die 46 Millionen zu verzichten – einer Vertrauten schrieb, dass „der teuflische Plan aufgegangen“ sei.
Im September 2021 ließ die Staatsanwaltschaft Köln Privatwohnungen und Räume der Hamburger Finanzbehörde durchsuchen. Die Ermittlungen richteten sich neben der Finanzbeamtin auch gegen die SPD-Politiker Johannes Kahrs und Alfons Pawelczyk wegen Begünstigung der Warburg Bank.
Im April 2023 ließ das Landgericht Bonn eine Anklage der Kölner Staatsanwaltschaft gegen Olearius zu. Sie legt ihm 15 Fälle besonders schwerer Steuerhinterziehung zwischen 2006 und Ende 2019 zur Last, die er gemeinsam mit anderen begangen haben soll. Zwei Fälle seien im Versuchsstadium geblieben. Das Gericht ließ die Anklage zu 14 Fällen zu. Der entstandene Steuerschaden soll knapp 280 Millionen Euro betragen. Wegen Befangenheit des Richters wurde die Hauptverhandlung vor der 13. Großen Strafkammer des Landgerichts Bonn verschoben. Der Prozess begann am 18. September 2023 mit zunächst 28 angesetzten Verhandlungstagen. Im Mai 2024 schrieb die FAZ: „Nach derzeitiger Planung der 13. Großen Strafkammer soll der aktuell prominenteste Prozess um Cum-Ex-Geschäfte in Deutschland frühestens Mitte Juni fortgesetzt werden. Damit pausiert das Verfahren [...] schon drei Monate – und das nur wenige Wochen vor der Sommerpause.“ Begründet wurde die Verzögerung mit dem Gesundheitszustand des Angeklagten. Im Juni 2024 beantragten Staatsanwaltschaft und Verteidigung schließlich die sofortige Beendigung des Strafverfahrens vor dem Landgericht Bonn, weil der Bankier u. a. aufgrund Bluthochdrucks dauerhaft verhandlungsunfähig sei. Am 24. Juni 2024 wurde das Verfahren gegen Olearius gem. § 260 III StPO durch Urteil endgültig eingestellt. Über die Schuldfrage ist damit nicht entschieden. Das Handelsblatt forderte in diesem Zusammenhang eine Änderung der Strafprozessordnung, da Olearius sich im Prozess sowieso weitgehend durch seine Anwälte vertreten haben lasse und daher die Einstellung im "spektakulärsten Cum-Ex-Prozess" dazu führe, dass "das Vertrauen in den Rechtsstaat" untergraben wird.
Im September 2024 wies der Europäische Gerichtshof für Menschenrechte eine Beschwerde von Olearius ab. Er hatte argumentiert, dass er durch die Urteile in einem Prozess gegen zwei ehemalige Börsenhändler vor dem Bonner Landgericht und dem Bundesgerichtshof aus dem Jahr 2020 und 2021 (in dem Prozess war er nicht selbst angeklagt) vorverurteilt und in seinem Recht auf ein faires Verfahren verletzt worden sei.
Während Olearius in seinem eigenen Prozess schließlich für verhandlungsunfähig erklärt wurde, strengte er selbst Verfahren gegen andere an: Im Oktober 2024 reichten seine Anwälte eine Strafanzeige gegen die ehemalige Oberstaatsanwältin Anne Brorhilker ein, weil sie „vorsätzlich und bewusst unvollständige und falsche Sachverhalte zur Grundlage ihrer Anklagen gegen ehemalige Mitarbeiter der Warburg Bank gemacht“ habe. Im gleichen Zeitraum wurde gegen einen Kronzeugen der Staatsanwaltschaft Klage eingereicht, schon früher ein Verfahren gegen das Land Nordrhein-Westfalen.

## Gesellschaftliches Engagement
Olearius ist Vorsitzender des Vorstandes der Warburg-Melchior-Olearius-Stiftung. Er ist u. a. Mitglied im Kuratorium der Stiftung Elbphilharmonie und war bis 2022 Mitglied des Kuratoriums der Stiftung Humboldt-Universität.
Für seine langjährige Mitgliedschaft in der und Verdienste um die Handelskammer Hamburg wurde ihm 2006 die Ehrennadel der Handelskammer verliehen.
Christian Olearius spendete 2019 der Universität Leipzig 150.000 Euro für die Schwalbennestorgel im Paulinum. Die Uni-Verwaltung hat nach Kritik der Bürgerbewegung Finanzwende wegen des Verdachts der schweren Steuerhinterziehung von Olearius in den Cum-Ex-Tatkomplexen die Spende inzwischen auf ein Treuhandkonto eingezahlt.
Aufgrund eines 2020 erschienenen Artikels in der Zeit wurde die Rolle von Olearius beim Kauf von Anteilen an dem Hamburger Logistik-Unternehmen VTG als auch bei Ankäufen über die Firma IntReal durch die Joachim-Herz-Stiftung hinsichtlich der Transparenz von der Stiftungsaufsicht überprüft. Christian Olearius ist zugleich Kuratoriumsmitglied der Herz Stiftung, Mitinhaber und Aufsichtsratschef der M.M. Warburg und Aufsichtsratsmitglied der VTG. Aus diesem Anlass prüfte die Stiftungsaufsicht, ob die von der Joachim Herz Stiftung gezahlte Summe für den Kauf der Anteile in Höhe von 22 Millionen Euro angemessen gewesen war. Zu diesem Sachverhalt stellte Die Linke am 4. Januar 2021 eine Schriftliche Kleine Anfrage in der Bürgerschaft der Freien und Hansestadt Hamburg. Die Herz-Stiftung selbst wies die Vorwürfe zurück, da ihr alle Funktionen von Olearius beim Ankauf der Anteile bekannt gewesen seien. Vorsitzender der Joachim Herz Stiftung ist Henneke Lütgerath, der seit 1985 für die M. M. Warburg tätig war und seit 2017 im Aktionärsausschuss der M. M. Warburg Bank saß.

## Veröffentlichungen
- Die Haftung des Lizenzgebers im gewerblich-technischen Rechtsschutz. Univ. Diss. 1968, Göttingen.
- als Herausgeber mit Karen Michels: Aby Warburg: Im Bannkreis der Ideen. Beck-Verlag 2007.
- mit Bernd Thiemann: Bankenkrise – Siechtum mit System, Ausgabe 14 von Beobachtungen zur Zeit, Warburg 2012.